# Bacteroidales
Ordre
Bacteroidales est un ordre de bactéries à coloration de Gram négative de la classe des Bacteroidia.

## Description
L'ordre des Bacteroidales est formé de bactéries gram-négatives ne formant pas de spores et surtout anérobies.

## Liste des familles
Selon LPSN (6 juin 2025) :
- Bacteroidaceae Pribram 1933
- Balneicellaceae Fadhlaoui et al. 2016
- Barnesiellaceae García-López et al. 2020
- Dysgonomonadaceae García-López et al. 2020
- Lentimicrobiaceae Sun et al. 2016
- Marinifilaceae Iino et al. 2014
- Marinilabiliaceae Ludwig et al. 2012
- Muribaculaceae Lagkouvardos et al. 2019
- Odoribacteraceae Munoz et al. 2016
- Paludibacteraceae Ormerod et al. 2022
- Porphyromonadaceae Krieg 2012
- Prevotellaceae Krieg 2012
- Prolixibacteraceae Huang et al. 2014
- Rikenellaceae Krieg et al. 2012
- Salinivirgaceae Ben Hania et al. 2017
- Tannerellaceae Ormerod et al. 2022
- Tenuifilaceae Podosokorskaya et al. 2021
- Williamwhitmaniaceae Pikuta et al. 2017

## Taxonomie
Le nom correct complet (avec auteur) de ce taxon est Bacteroidales Krieg 2012.
genre type est Bacteroides Castellani & Chalmers 1919.
L'ordre Bacteroidales a pour synonyme :
- Marinilabiliales Wu et al. 2016

### Étymologie
L'étymologie de cet ordre est dérivée du genre type de cet ordre, Bacteroides (N.L. masc. n.), du suffixe -ales (L. fem. pl. n. suff.) qui permet de définir un ordre. Cela donne l'ordre des Bacteroides soit Bacteroidales (N.L. fem. pl. n.).